# Saison 3 de Doraemon
 (octobre 2014).
Si vous disposez d'ouvrages ou d'articles de référence ou si vous connaissez des sites web de qualité traitant du thème abordé ici, merci de compléter l'article en donnant les références utiles à sa vérifiabilité et en les liant à la section « Notes et références ».
Chronologie
Saison 2 Saison 4
Cet article présente le guide des épisodes de la troisième saison de l'anime Doraemon.
- En France, 26 épisodes de la saison 3 ont été licenciés et diffusés à la télévision jusqu'à ce jour.

Les épisodes qui ont été licenciés, mais non diffusés, ont le symbole ND au bout des dates de diffusion française.

## Épisode 1:La magie de l'hypnose
- France : 12 septembre 2014 sur Boing

## Épisode 2:Le jardin des neiges miniatures
- France : 12 septembre 2014 sur Boing

## Épisode 3:La lampe à génie
- France : 13 septembre 2014 sur Boing (ND)

## Épisode 4:L'antenne «devine-tout»
- France : 13 septembre 2014 sur Boing (ND)

## Épisode 5:Nobou fait l'escargot
- France : 14 septembre 2014 sur Boing

## Épisode 6:Le Décideur
- France : 14 septembre 2014 sur Boing

## Épisode 7:Le diamant de la poisse
- France : 15 septembre 2014 sur Boing

## Épisode 8:La vengeance du graffiti
- France : 15 septembre 2014 sur Boing

## Épisode 9:Le vaporisateur qui fait changer d'avis
- France : 16 septembre 2014 sur Boing

## Épisode 10:La machine à laver le temps
- France : 16 septembre 2014 sur Boing

## Épisode 11:Le robot testeur de réactions
- France : 17 septembre 2014 sur Boing

## Épisode 12:L'ascenseur magique
- France : 17 septembre 2014 sur Boing

## Épisode 13:Le scarabée zen-zen
- France : 18 septembre 2014 sur Boing

## Épisode 14:L'autocollant anti-colle
- France : 18 septembre 2014 sur Boing

## Épisode 15:Le baume énergisant
- France : 19 septembre 2014 sur Boing

## Épisode 16:Comment réécrire sa vie?
- France : 19 septembre 2014 sur Boing

## Épisode 17:La machine à échanger les familles
- France : 20 septembre 2014 sur Boing

## Épisode 18:La machine à petits bonheurs
- France : 20 septembre 2014 sur Boing

## Épisode 19:La potion qui rend fort
- France : 21 septembre 2014 sur Boing

## Épisode 20:La poche fourre-tout
- France : 21 septembre 2014 sur Boing

## Épisode 21:Un bonsaï en kit
- France : 22 septembre 2014 sur Boing

## Épisode 22:Les roulettes invisibles
- France : 22 septembre 2014 sur Boing

## Épisode 23:L'autocollant renversant
- France : 23 septembre 2014 sur Boing

## Épisode 24:La poudre de sport
- France : 23 septembre 2014 sur Boing

## Épisode 25:Un extraterrestre parmi nous
- France : 24 septembre 2014 sur Boing

## Épisode 26:Le robot de la sincérité
- France : 24 septembre 2014 sur Boing